# Финтеушу Мик (Марамуреш)
Финтеушу Мик (рум. Finteușu Mic) насеље је у Румунији у округу Марамуреш у општини Сатулунг. Oпштина се налази на надморској висини од 184 m.

## Становништво
Према подацима из 2002. године у насељу је живело 894 становника.

### Попис2002.
| Расподела становништва по националности 2002.‍ | Расподела становништва по националности 2002.‍ | Расподела становништва по националности 2002.‍ | Расподела становништва по националности 2002.‍ | Расподела становништва по националности 2002.‍ |
| --------------------------------------------- | --------------------------------------------- | --------------------------------------------- | --------------------------------------------- | --------------------------------------------- |
|                                               |                                               |                                               |                                               |                                               |
| Румуни                                        | Румуни                                        |                                               | 473                                           | 53,1%                                         |
| Роми                                          | Роми                                          |                                               | 417                                           | 46,9%                                         |